# KTM

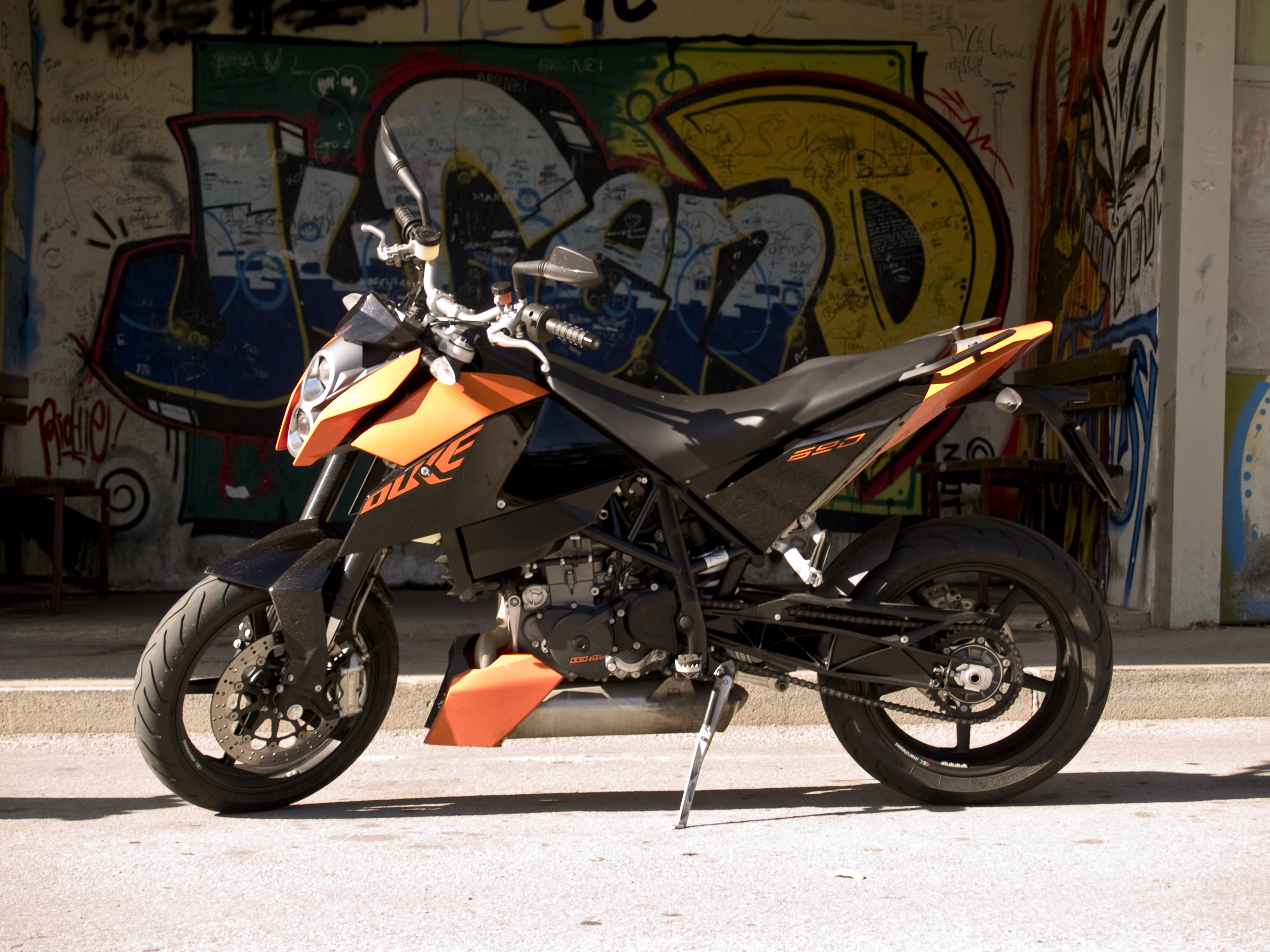
KTM 690 듀크 오렌지

KTM(KTM-Sportmotorcycle AG)은 오스트리아의 스포츠 모터사이클 제조 업체이다.

## 역사
1934년에 한스 트루켄폴츠가 매틱호펜에서 창업했으며, 이후 1937년부터 모터사이클을 판매하기 시작했다. 오늘날의 KTM은 1992년, 회사가 분사되어 설립되었다.
오프로드 모터사이클 명가, KTM
‘READY TO RACE’는 경기 준비 완료를 마친 고성능의 모터사이클을 대표하며, KTM의 모든 모델들은 세계에서 가장
힘든 레이싱 스포츠를 위해 견고히 개발된다. KTM은 ‘READY TO RACE’는 오렌지색 열정으로 레이스를 뜨겁게 달군다.
KTM의 뜻
1990년대 이후 엔듀로 레이스에서 가장 많은 우승 트로피를 차지한 모터사이클인 메이커인 KTM. 1934년 첫 창업 당시에는 'Kraftfahrzeug(자동차), Trunkenpolz(창업자 - 한스 트룬켄폴즈 <Johann (Hans) Trunkenpolz>), 그리고 KTM이 최초로 공장을 세운 곳인 오스트리아 도시 매틱호펜(Mattighofen)'의 줄임말이었다.
하지만 1953년, 사업확장을 위해 창업자이자 엔지니어인 'Trunkenpolz가 경영전문가인 'Ernst Kronreif(에른스트 크로느리프)'와 손을 잡으며 KTM의 K의 뜻을 Kraftfahrzeug(자동차)에서 Kronreif(크로느리프)로 교체하며 KTM은 'Kronreif & Trunkenpolz Mattighofen 의 뜻으로 정식 상표등록을 하였고 지금까지 이어져 오고 있다.
2011년 다카르 랠리의 마크코마(Marc Comma)의 우승 및 최 종엔트리 11대중 9대가 KTM이었고, 70년이 넘는 기간 동안 이와 같은 월드 챔피언십 우승 기록을 갱신하며 해를 더해갈수록 극한의 레이스에서 검증된 KTM의 모터사이클 내구성과 퍼포먼스를 전 세계에 알리고 있다.
KTM의 철학
KTM은 우승신화는 KTM 브랜드의 독특한 철학 ‘Purity, Performance, Adventure, and Extreme’으로부터 시작된다.
PURITY가 의미하는 것은 KTM이 간소화된 시스템 및 구성으로 가장 필수적인 것만 갖추고 있기에 최적의 성능을 낼 수 있다. 또한 KTM 바이크들은 검증된 파츠들로만 구성되기에 라이더들이 최고의 기량을 내고 성공을 이끌 수 있도록 설계되었다는 것이다. KTM의 최신 기술은 온로드와 오프로드, 프로와 아마추어 등 모든 라이더들이 최고의 퍼포먼스를 경험하고, 즐거움을 느낄 수 있는 것이 ADVENTURE다. PERFORMANCE는 첫 주행 시작부터 모든 KTM 머신은 레이싱 스포츠의 성공을 이끄는 라이딩 감각을 제공 하고 최고의 성능을 나타내는 것을 의미한다. 또한 극한을 뛰어넘는 익스트림 바이크의 지속적인 기술 개발은 라이더와 머신, 이들이 한계를 뛰어넘도록 하는 것이 EXTREME이다.
독자적 파츠개발, 이어지는 챔피언십 우승
1990년 이후로 엔듀로 레이스에서 최다 우승기록을 세운 KTM은 1950년대부터 두각을 나타냈다. 1954년 오스트리아 내셔널 챔피언십에서 최초로 우승을 시작. 2년 뒤인 1956년에는 인터내셔널 식스 데이즈 (International Six Days: 영국의 엔듀로 레이스)에 에곤 도르노어(Egon Domauer)가 출전해 우승을 하는 쾌거를 이루었다. 이와 같은 성장세를 이어 1959년에는 에르윈 레크너(Erwin Lechner)가 엔지니어 루드윅 애펠벡(Ludwig Apfelbeck)에 의해 만들어진 새 모터사이클로 오프로드 레이스에 출전해 우승을 했다. 1966년에는 스웨덴에서 열린 인터내셔널 식스 데이즈에 참가해 3개의 우승 메달을 거머쥐었다.
1970년에는 드디어 독자적으로 엔진을 만들어 250cc 모터크로스 모터사이클을 생산하며 오스트리안 내셔널 챔피언십에서 우승을 이뤄냈다. 이어 월드 챔피언십과 그랑프리에서 250cc 모터크로스와 엔듀로 부문에서 우승을 하며 세계적으로 이름을 떨치기 시작했다. 1974년에는 42개의 모델로 각 카테고리에 합리적인 라인업을 구성, 1978년에는 250cc 모터크로스 월드 챔피언십 우승을 이뤄냈고 이후 모터크로스 모델에 수랭 4스트로크 엔진을 자체 개발, 적용했다.
사업시작 50년 째 된 1984년에는 라디에이터를 개발해 스즈키를 포함한 다른 제조사에 납품하며 사업영역을 확장했다. 이때 하인즈 키니가드너(Heinz Kinigadner)가 250cc 모터크로스 월드 챔피언을 획득했고, 다른 선수들도 KTM의 모터사이클로 각종 레이스에서 상위권에 랭크되는 등 개발과 레이스에서 선전이라는 두 마리 토끼를 성공적으로 잡은 시기였다. 그로부터 2년 후인 1986년에는 최초로 앞뒤 브레이크를 모두 디스크 브레이크를 장착함과 동시에 이탈리아에서 열린 인터내셔널 식스 데이즈의 모든 종목의 우승을 석권하는 쾌거를 달성했다.
1991년과 1992년은 KTM에게 또 하나의 전환점이 된 시기인데, ‘KTM Motorfahzeugbau AG’가 파산하게 되어 이들의 주력 분야였던 라디에이터와 모터사이클, 자전거, 수리 장비들이 분리되었다. 이후, 모터사이클 분야는 KTM 스포츠 모터사이클 GmbH로 설립되어 새 경영철학에 따라 운영되었다. 이에 따라 하드 엔듀로(Hard Endruo) 콘셉트와 모터사이클 디자인이 적용되었다. 하지만 여전히 엔듀로 월드 챔피언십을 석권하는 것은 KTM의 몫이었다. 이후 1995년 후사버그를 인수하고 국제적인 서스펜션 제조사인 화이트 파워(White Power)도 인수하며 KTM 모터사이클의 품질과 퍼포먼스를 향상시켰다. 1998년에는 PDS(무연결 서스펜션 시스템)를 2스트로크 모델에 적용했으며, KTM 영국 지사를 세우고 파리 다카르 랠리에서 2위부터 12위까지를 모두 차지하는 진 기록을 세웠다. 1999년에는 최초로 KTM의 125cc와 200cc 모델에 분할 윤활방식을 적용하고 4스트로크 엔진의 레이싱 모델의 생산을 시작했다. 또한 스페인 지사를 세우며 KTM의 영향력이 세계 각지로 뻗는 시발점이 되었다.
로드레이스에도 진출하다
프랑스에 지사를 세운 2000년에는 독일 뮌헨에서 KTM의 2기통 모터사이클 프로젝트가 공개되어 이목을 집중시켰다. 이전에도 각종 레이스에서 우수한 성적을 거둬 매해의 경기 실적을 언급하는 것이 무의미할 정도의 기록을 가진 KTM이었지만 이해에는 더욱 훌륭한 성적을 거웠다. 125cc 월드 챔피언, 500cc 모터크로스 챔피언, 125cc 엔듀로 월드 챔피언, 250 4스트로크 엔듀로 월드 챔피언, 400cc 엔듀로 월드 챔피언, 500cc 엔듀로 월드 챔피언 등 무려 6개의 월드 챔피언십을 휩쓸었다. 이로써 KTM은 명실상부한 모터크로스와 엔듀로 레이스에서 독보적 존재로 흔들리지 않는 확실한 입지를 구축했다.
2001년, KTM은 ‘READY TO RACE’의 슬로건을 내세우며 파리 다카르랠리를 장악했고, 레이스 스포츠는 KTM의 상징이 되었다. 2003년 125cc 월드 챔피언십에서 하랄드 바톨(Harald Bartol)이 2실린더 투어링 엔듀로 950 어드벤쳐를 소개함과 동시에 우승을 거머쥐었다. 얼마 후, KTM의 순수혈통 990 슈퍼듀크와 950 슈퍼모토를 소개한다.
이후 2003년에는 950 어드벤처 모델의 런칭과 990 듀크 모델을 선보이며 로드레이스인 WCS 125cc 클래스에 출전을 시작했다. 이듬해인 2004년에는 990슈퍼 듀크 모델을 런칭고 990 RCV 베놈과 950 슈퍼모토를 선보였다. 이 기세로 헝가리와 슬로베니아에도 지사를 세워 전 세계적으로 76,815대의 모터사이클을 판매했으며 일년동안 5,1000억 원의 소득을 기록했다.
KTM은 2003년에만 17개의 월드 챔피언십 타이틀을 획득하며 도합 104개의 타이틀을 보유하게 됐다. 2005년에는 폴라리스와의 합작으로 950 슈퍼모터와 990어드벤처 그리고 950 슈퍼엔듀로 모델을 선보였다. KTM의 독보적인 질주는 계속 이어져 총16개의 타이틀을 획득했다.
2008년에는 KTM의 슈퍼바이크 1198 RC8 론칭하고 IDM 슈퍼바이크에서 2위에 입상하며 KTM의 기술과 성능을 여실히 보여준다. 2009년에는 오프로드부문에서 6개중 4개의 월드 챔피언 타이틀을 차지하며 레이스에서 지속적인 성공을 보여준다. 2010 모토크로스 챔피언십에서는 안토니오 카이롤리(Antonio Cairoli)가 350 EXC의 데뷔무대와 함께 우승을 차지했다.
현재는 인젝션 방식의 KTM 오프로드 모델 및 다카르 30주년 기념 바이크 990 어드벤쳐 다카르, 엔트리모델 이자 DUKE시리즈의 막내 125 Duke를 내놓으며 성공을 향한 고속 질주를 하고 있다.
위기를 기회로
KTM은 자전거 생산을 시작으로 1952년 모터사이클을 생산하지만 1970년대부터 아시아산 자전거가 유럽지역에 수출되면서 영업에 곤란을 겪기 시작한다. 결국 1980년대 초반 자전거 생산을 중단하고 바이크와 스쿠터만을 생산하게 되는데 이 분야 서도 고전하게 되고 결국 1980년대 말 회사는 위기에 놓이게 된다. 1989년 회사설립자인 트룬켄폴즈(Trunkenpolz)의 타계 후, KTM은 전면적인 경영혁신으로 주력사업을 오프로드 모터사이클로 바꾸고, 프로 및 아마추어 라이더들을 적극적으로 후원하는 마케팅 방안을 채택한다. 이러한 전략은 1990년대 중반부터 성과를 거두기 시작하여 오프로드 모터사이클 분야에서 KTM은 세계적인 모터사이클 브랜드로 거듭나게 된다.
끊임없는 오렌지색 열정, KTM
KTM은 인도의 바자즈(Bajaj) 사와의 협력으로 만들어진 125 Duke의 유럽 내의 성공과 더불어 오프로드 카테고리의 열정과 명성을 온로드 모터사이클에 적용시켜 온로드 모델의 슬로건 ‘ARE YOU READY’와 함께 Duke 시리즈의 막내 125 Duke 로 젊은 라이더와 입문자까지 점차 오렌지 라이더로 매료시키고 있다. 게다가 KTM에서 가장 중요한 모델라인업인 엔듀로의 신 모델들을 론칭하며 30,000대 이상을 판매해 현재 엔듀로 부문을 선두 자리를 지키고 있다. 2011년 상반기 매틱호펜(Mattig hofen)에는 세 번째 생산라인 증설 및 지속적인 R&D 투자 및 트레이닝 워크숍을 통해 확보된 기술력을 ATV와 스포츠카 영역으로 확장하기 위한 노력을 아끼지 않고 있다.
KTM은 2011년까지 총 188개의 세계 타이틀을 차지하며 얻은 영광과 명예, 그리고 열정을 모터사이클에 쏟아 붇고 있다.
자료제공/SMK 02-790-0999